# Боборыкин, Анастасий Лукич
Анастасий Лукич Боборыкин (1907 — ум. 14 марта 1956, Москва) — украинский советский металлург, директор комбината «Запорожсталь» (1948—1956). Депутат Верховного Совета СССР 3-4-го созыва.

## Биография
Родился в 1907 году в семье крестьянина-бедняка.
Член комсомола.
После окончания профессионально-технической школы работал на Днепропетровском металлургическом заводе и заочно обучался в Днепропетровском металлургическом институте. Работал на Заводе инструментальных сталей (позже Днепроспецсталь). После окончания института, в середине 1930-х годов, направлен на завод «Запорожсталь». Участвовал в командировке в США.
Член ВКП(б) с 1930 года.
Двадцать лет проработал на комбинате Запорожсталь. Среди должностей Боборыкина — техник, старший инженер проектного отдела на строительстве листопрокатного цеха, начальник тонколистового стана (пущен в 1938), начальник листопрокатных цехов, главный прокатчик, директор завода.
Во время Великой Отечественной войны был эвакуирован на Урал, организовывал производство в качестве начальника цеха на Новосибирском металлургическом заводе.
После окончания войны в 1946 году вернулся в Запорожье на восстановление завода «Запорожсталь», где до 1948 года работал начальником цеха прокатки тонкого листа.
В 1948 — марте 1956 года — директор комбината Запорожсталь.
Депутат Верховного Совета СССР 3-го и 4-го созывов в Совете Союза от Запорожского первого округа.
Умер 14 марта 1956 года в Москве после тяжёлой и продолжительной болезни.

## Награды
- Лауреат Сталинской премии третьей степени 1948 года совместно с П. И. Грудевым, В. Г. Ледковым, А. К. Пудиковым, М. М. Сафьяном, А. П. Чекмарёвым за «коренное усовершенствование метода холодной прокатки конструкционной листовой стали»[8][9]. Премия была вручена в 1949 году за работу, выполненную в 1945-48 гг. учёными Днепропетровского металлургического института и металлургами завода «Запорожсталь»[10].
- Орден «Знак Почёта» (1939)[11]
- Орден Ленина (1945)[12]
- Орден Ленина (1947)[13]
- Орден Трудового Красного Знамени[14]
- три медали, среди которых медаль «За трудовое отличие», медаль «За восстановление предприятий чёрной металлургии юга»[15][16]